# Parche hemático epidural
Un parche hemático epidural (PSE) es un procedimiento quirúrgico que usos sangre autóloga para foca uno o muchos agujeros en el duramadre de la médula espinal, normalmente a la raíz de una punción lumbar o una epidural. El procedimiento puede soler aliviar cefalea ortostática, más generalmente cefalea postpunción dural (CPPD). El procedimiento lleva los riesgos típicos de cualquier epidural pinchadura. Son normalmente administrados cerca del sitio de la fístula de líquido cefalorraquídeo (fuga de LCR), pero en algunos casos la parte superior de la espina está apuntada. Una aguja epidural (una aguja Tuohy) está insertada al espacio epidural en el sitio de la fuga y sangre está inyectada. La sangre modula la presión del LCR y forma un coágulo, sellando la fuga. PSEs son un procedimiento invasivo pero es seguro y efectivo. Sin embargo, intervención más es a veces necesaria, incluso parches repiten.

## Usos
PSEs está administrado para arreglar cefalea ortostático de médico o espontáneo causas. El procedimiento es generalmente utilizado para aliviar CPPD siguiendo un inyección epidural o punción lumbar. La mayoría de CPPDs son autolimitante, así que PSE son sólo utilizados para personas con moderados a severos casos que no responden a tratamiento conservador. También es utilizado para tratar hipotensión intracraneal espontánea (SIHE). PSE ha solido trata pseudomenigocele y fuda de LCR alrededor bombas intratecales. Para SIHE, la misma técnica de administración está utilizada pero en una ubicación diferente con una cantidad diferente de sangre inyectó.